# پارک ملی آرتور پس

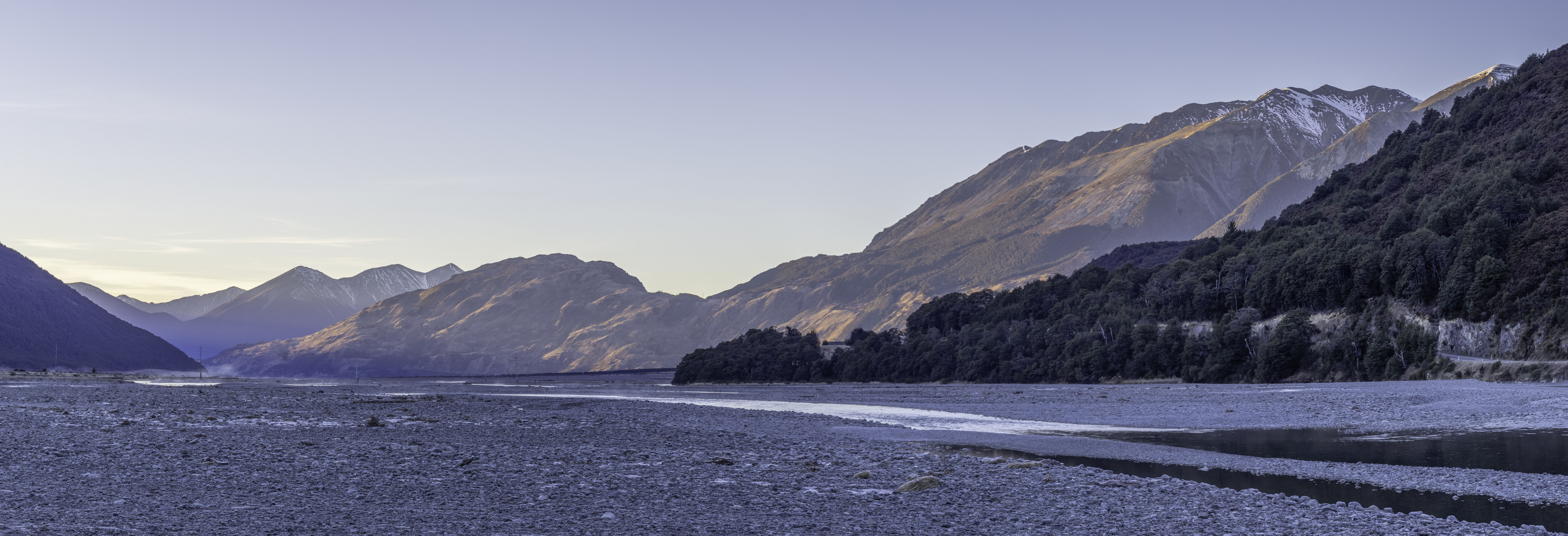
رودخانه ویماکاریر

پارک ملی آرتور پس (به لاتین: Arthur's Pass National Park) یک پارک ملی در نیوزیلند است که در Westland District واقع شده‌است.